# 젊은 그들
〈젊은 그들〉은 1930년 9월 2일부터 1931년 11월 10일까지 《동아일보》에 연재한 김동인의 장편 소설로, 김동인의 최초의 장편 소설이다. 작가는 이 작품에 대해 1920년대에 일본에서 유행했던 시대 소설과 같은 것으로, 실제 역사를 배경으로 하되 흥선대원군과 몇 사람을 제외한 나머지는 가공 인물인 것을 이유로 역사소설이 아닌 대중소설로 분류하였다.
임오군란 발발 전후부터 흥선대원군의 재집권을 거쳐 흥선대원군이 청나라로 납치되기까지의 구한말 상황을 시대적 배경으로 하며, 흥선대원군의 재집권을 도모하는 안재영(安在泳)과 이인화(李仁和)라는 두 젊은이가 주인공으로 등장한다. 민씨 일족에 의해 숙청된 대원군파의 비밀결사 조직인 활민숙(活民塾)과 민씨 일족 사이의 정치 투쟁, 이인화의 약혼자를 찾는 과정에서 벌어지는 등장 인물들의 우정와 사랑 이야기를 담고 있다.

## 출간 도서
- 《젊은 그들》(2권), 영창서관, 414쪽-441쪽, 1955년 1월 15일 출간
- 《젊은 그들》, 홍자출판사, 523쪽, 1967년 6월 22일 출간
- 《젊은 그들》(2권), 삼중당, 301쪽-311쪽, 1967년 10월 5일 출간
- 《젊은 그들》, 성음사, 357쪽, 1970년 출간
- 《젊은 그들》, 범우사, 545쪽, 1985년 1월 1일 출간
- 《젊은 그들》(2권), 일신서적공사, 290쪽-316쪽, 1987년 6월 1일 출간 (1권: ISBN 9788936601355, 2권: ISBN 9788936601362)
- 《젊은 그들》(2권), 조선일보, 288쪽-294쪽, 1987년 9월 30일 출간
- 《젊은 그들》(2권), 학원사, 262쪽-270 쪽, 1988년 4월 25일 출간
- 《젊은 그들》, 청화출판사, 371쪽, 1993년 출간 (ISBN 9788972461302)
- 《젊은 그들》(2권), 창우사, 333쪽-341쪽, 1994년 7월 9일 출간 (1권: ISBN 9788976580054, 2권: ISBN 9788976580061)
- 《젊은 그들》(2권), 에세이퍼블리싱, 350쪽-348쪽, 2014년 5월 28일 출간 (1권: ISBN 9791185742090, 2권: ISBN 9791185742113)
- 《젊은 그들》(2권), 애플북스, 416쪽-416쪽, 2019년 1월 10일 출간 (1권: ISBN 9791186639870, 2권: ISBN 9791186639887)
- 《젊은 그들》(2권), 푸른사상, 404쪽-392쪽, 2022년 1월 25일 출간 (1권: ISBN 9791130818870, 2권: ISBN 9791130818887)

## 원작으로 한 작품
- 《젊은 그들》, 영화, 신상옥 감독, 1955년 11월 30일 개봉
- 《젊은 그들》, 드라마, KBS 2TV 월화 드라마, 1985년 1월 9일 ~ 1985년 9월 3일 방영
- 《원한의 일월도》, 영화, 최경옥 감독, 1962년 10월 23일 개봉